# Longa Marcha 7

Longa Marcha 7

Long March 7 (chinês: 长征系列运载火箭 7), ou Chang Zheng 7 em pinyin, abreviado para LM-7 ou CZ-7 na China, é um foguete chinês de combustível líquido, desenvolvido pela Corporação de Ciência e Tecnologia Aeroespacial da China, lançado pela primeira vez em 25 de junho de 2016.
Como parte da família de foguetes da nova geração, assim como o Longa Marcha 5 e o 6, o Longa Marcha 7 é um veículo de lançamento meio-pesado e se encaixa na lacuna da família de foguetes Longa Marcha, entre o pesado Longa Marcha 5 e o pequeno-médio Longa Marcha 6.
A estrutura é baseada no foguete Longa Marcha 2F. A meta é construir uma família mais rentável e foguetes menos prejudiciais ao meio ambiente para substituir o atual Longa Marcha 2 e potencialmente o Longa Marcha 3, visando satisfazer tanto as necessidades nacionais quanto internacionais do mercado de lançamentos. O Longa Marcha 7 é capaz de colocar 13.500 kg de carga útil em órbita baixa e 5.500 kg em órbita sol-síncrona.